# Deutsches Theater, Berlin

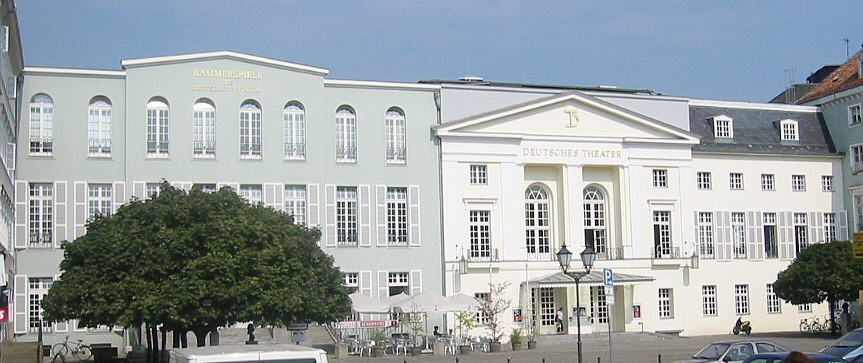
Deutsches Theater till höger i bilden

Deutsches Theater (Das Deutsche Theater in Berlin) vid Schumannstraße 13 i Berlin är en 1849 grundad teater, först (från 1850) känd som Friedrich-Wilhelm-Städtisches Theater. Byggnaden uppfördes efter ritningar av Eduard Titz 1849-1850.
En av Adolph L'Arronge 1883 grundad teater med namnet Deutsches Theater övertog 1894 teaterbyggnaden, och införde en seriösare repertoar i lokalerna. Chef för teatern efter L'Arronge var Otto Brahm (1894-1903), Max Reinhardt (1905-1932) och Heinz Hilpert (1934-1944).
Teatern stängdes av tyska statsledningen 1944 och återöppnades 1946. Därefter har Wolfgang Langhoff (1946-1963), Wolfgang Heinz (1963-1969), Hanns Anselm Perten (1969-1972), Gerhard Wolfram (1972-1982), Rolf Rohmer (1982-1984), Dieter Mann (1984-1991), Thomas Langhoff (1991-2001) och Bernd Wilms (2001- ) varit teaterchefer.
Vid teatern har funnits en scenskola, där bl.a. Eulalia Bunnenberg varit elev.